# Královská dánská akademie věd a literatury

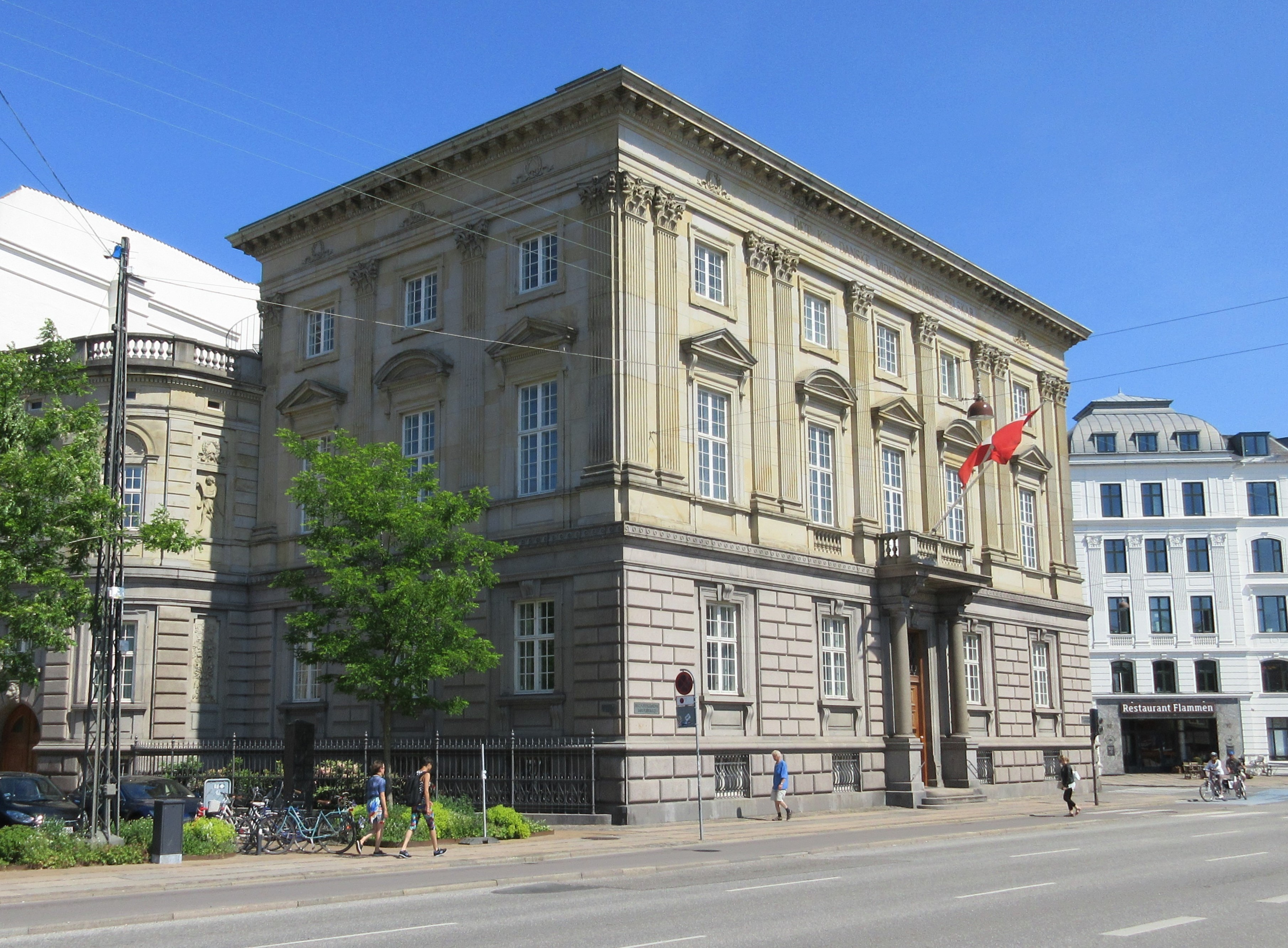
Sídlo akademie

Královská dánská akademie věd a literatury (dánsky: Det Kongelige Danske Videnskabernes Selskab) je dánská učená společnost se sídlem v Kodani. Byla založena 13. listopadu 1742. Otci zakladateli byli hrabě Johan Ludvig Holstein, královský historiograf Hans Gram, teolog Erik Pontoppidan a tajemník dánského kancléřství Henrik Hielmstierne. Oficiálně akademii založil král Kristián VI. Od roku 1745 má vlastní vydavatelskou společnost, jež funguje dodnes, pod názvem Scientia Danica. K prvním velkým projektům akademie patřilo geografické a trigonometrické měření Dánska a Šlesvicka-Holštýnska v letech 1761 až 1843 a dánský slovník, který vyšel v osmi svazcích v letech 1793–1905. Od roku 1855 do roku 1899 se zasedání akakdemiků konala v Prinsens Palais (dnes Národní muzeum). V roce 1899 se akademie přestěhovala do nového domu Nadace Carlsberg, na třídě Hanse Cristiana Andersena. Akademie i nadace zde sídlí dodnes. Budovu navrhl architekt Vilhelm Petersen. Akademie a nadace prorostly, v současnosti se správní rada Nadace Carlsberg skládá z pěti členů akademie, které volí členové akademie. V roce 2011 akademie založila Akademii mládeže (Det Unge Akademi), která funguje jako vědecké fórum pro vynikající mladé vědce. Od svého založení v roce 1742 si vedla akademie archiv, v roce 2019 byl převeden do Dánského národního archivu (Rigsarkivet). K členům akademie v minulosti patřili Marie Curie-Skłodowská, Albert Einstein, Charles Darwin, Niels Bohr (prezident v letech 1939-1962), Hans Christian Ørsted nebo August Krogh. Akademie má v současnosti okolo 250 národních a 260 mezinárodních členů. Od roku 1866 je rozdělena na dvě třídy, jednu zaměřenou na vědy přírodní, druhou na vědy společenské. Noví členové se volí každý rok, v sudých letech se volí devět nových členů třídy přírodních věd, v lichých letech se volí šest nových členů třídy humanitních a společenských věd.